# Гаспар Кортереал
Гаспар Кортереал (порт. Gaspar Corte-Real) је био португалски морепловац и истраживач. Отац му је био Жоао Ваз Кортереал, са којим је учествовао у путовањима ка Америци. Гаспар је његов трећи, најмлађи син.
Португалски краљ Мануел I га је послао 1500. године, да истражи нове области и открије Северозападни пролаз до Азије. Допловио је до области зване Terra Verde (Гренланд, Лабрадор и Њуфаундленд). Следеће године су у експедицији на Terra Verde учествовала три брода и његов брат Мигел Кортереал. Заробили су 57 Индијанаца и картирали 600 км обале Лабрадора. Гаспар је послао два брода са братом кући, а он наставио истраживање и нестао том приликом.